# Yindu
Yindu (en chino, 殷都; pinyin, Yīndū) es un distrito urbano bajo la administración directa de la Prefectura  Anyang  en la Provincia de Henan, República Popular China.  Su área es de 648 km² y su población total para 2010 superó los 250 mil  habitantes. 

## Administración
Desde junio de 2020, el  Distrito Yindu  se divide en 10 pueblos  administrados  en 9 subdistritos y 1   poblado.

## Toponimia
El topónimo Yindu se compone de los sinogramas Yin (nombre propio) y Du (capital), lo que da como resultado "la capital de Yin". La dinastía Shang es llamada dinastía Yin (殷) en su etapa tardía, incluso se registra su nombre colectivo Yin-shan (殷商)
El 28 de diciembre de 2002, el Distrito Tiexi (铁西区) se renombró como Yindu, su nombre proviene de las ruinas de Yin ubicadas en su territorio.